# Powiat Náchod
Powiat Náchod (czes. Okres Náchod) – powiat w Czechach, w kraju hradeckim.
Jego siedziba znajduje się w mieście Náchod. Powierzchnia powiatu wynosi 851,57 km², zamieszkuje go 112 423 osób (gęstość zaludnienia wynosi 132,11 mieszkańców na 1 km²). Powiat ten liczy 78 miejscowości, w tym 11 miast.
Od 1 stycznia 2003 powiaty nie są już jednostką podziału administracyjnego Czech. Podział na powiaty zachowały jednak sądy, policja i niektóre inne urzędy państwowe. Został on również zachowany dla celów statystycznych.

## Struktura powierzchni
Według danych z 31 grudnia 2003 powierzchnia powiatu wynosi 851,57 km², z tego:
- użytki rolne - 61,92%, w tym 64,68% gruntów ornych
- inne - 38,08%, w tym 70,7% lasów
- liczba gospodarstw rolnych: 729

## Demografia
Dane z 31 grudnia 2003:
| Opis        | Ogółem  | Kobiety       | Mężczyźni     |
| ----------- | ------- | ------------- | ------------- |
| populacja   | 112 423 | 57 749 51,37% | 54 674 48,63% |
| średni wiek | 39      | 41,01         | 37,85         |

- gęstość zaludnienia: 132,11 mieszk./km²
- 72,71% ludności powiatu mieszka w miastach.

## Zatrudnienie
| Mieszkańcy ze stałym zatrudnieniem | 28 250       |
| Średnia pensja miesięczna          | 13 520 koron |
| Bezrobotni                         | 4 426        |
| Stopa bezrobocia                   | 7,65%        |

## Szkolnictwo
W powiecie Náchod działają:
| Rodzaj szkoły                   | Liczba szkół |
| ------------------------------- | ------------ |
| Przedszkola                     | 64           |
| Szkoły podstawowe               | 56           |
| Gimnazja                        | 3            |
| Szkoły średnie techniczne       | 10           |
| Szkoły średnie ogólnokształcące | 8            |
| Szkoły wyższe                   | 1            |

## Służba zdrowia
| Lekarze                               | 337 |
| Szpitale                              | 3   |
| Specjalistyczne ośrodki terapeutyczne | 1   |
| Gabinety dentystyczne                 | 57  |
| Apteki                                | 24  |

## Turystyka
Na terenie powiatu Nachod leży Obszar turystyczny Pogranicze Kłodzkie (cz. turistická oblast Kladské pomezí; od 2010 r. część Regionu turystycznego Ziemia królowogrodziecka, do 2009 r. część Regionu turystycznego Czechy Wschodnie). Nazywany również Jiráskův kraj.

## Miejscowości

### Miasta
Broumov, Červený Kostelec, Česká Skalice, Hronov, Jaroměř, Meziměstí, Náchod, Nové Město nad Metují, Police nad Metují, Stárkov, Teplice nad Metují.

### Gminy wiejskie
Adršpach, Bezděkov nad Metují, Bohuslavice, Borová, Božanov, Brzice, Bukovice, Černčice, Červená Hora, Česká Čermná, Česká Metuje, Dolany, Dolní Radechová, Hejtmánkovice, Heřmanice, Heřmánkovice, Horní Radechová, Hořenice, Hořičky, Hynčice, Chvalkovice, Jasenná, Jestřebí, Jetřichov, Kramolna, Křinice, Lhota pod Hořičkami, Libchyně, Litoboř, Machov, Martínkovice, Mezilečí, Mezilesí, Nahořany, Nový Hrádek, Nový Ples, Otovice, Provodov-Šonov, Přibyslav, Rasošky, Rožnov, Rychnovek, Říkov, Sendraž, Slatina nad Úpou, Slavětín nad Metují, Slavoňov, Studnice, Suchý Důl, Šestajovice, Šonov, Velichovky, Velká Jesenice, Velké Petrovice, Velké Poříčí, Velký Třebešov, Vernéřovice, Vestec, Vlkov, Vršovka, Vysoká Srbská, Vysokov, Zábrodí, Zaloňov, Žďár nad Metují, Žďárky, Žernov.